# Dijamantna sutra
Dijamantna sutra (sanskrit: Vajracchedikā Prajñāpāramitā Sūtra) je mahajanska (budistička) sutra iz prajnaparamitskih sutri ili žanra 'Perfekcije mudrosti'. Ona je prevedena na različite jezike u širokom geografskom rasponu. Dijamantna sutra je jedna od najuticajnijih mahajanskih sutri u Istočnoj Aziji, a posebno je prominentna u Čan (ili Zen) tradiciji, zajedno sa Sutrom srca.
Kopija kineske verzije Dijamantne sutre iz vremena Tang dinastije bila je među Duenhuangovim rukopisima 1900. godine daoističkog monaha Vanga Juanlua, koji su prodati Aurelu Štajnu 1907. godine. Oni datiraju od 11. maja 868. godine. To je, prema rečima Britanske biblioteke, „najranija celokupna sačuvana datirana štampana knjiga”.
To je ujedno i prvi kreativni rad sa eksplicitnom posvećenošću javnom domenu. Njegov kolofon na kraju navodi da je stvoren „za univerzalnu besplatnu distribuciju”.

## Naslov
Sanskritski naslov za ovu sutru je Vajracchedikā Prajñāpāramitā Sūtra, što se približno može prevesti kao „vajranski odsečna perfekcija sutre mudrosti” ili „savršenstvo teksta mudrosti koje seče poput groma”. Na engleskom su uobičajeni skraćeni oblici kao što je Dijamantna sutra i Vajra sutra. Naslov se oslanja na snagu vajre (dijamanta ili munje, ali i na apstraktni izraz za moćno oružje) pri presecanju stvari kao metafori za vrstu mudrosti koja seče i razbija iluzije da bi se dostigla konačna stvarnost. Sutru se naziva i imenom „Triśatikā Prajñāpāramitā Sūtra” (savršenstvo u 300 linija suter uvida).
Dijamantna sutra je visoko poštovana u brojnim azijskim zemljama sa tradicijama mahajanskog budizma. Prevodi ovog naziva u jezike dela tih zemalja obuhvataju:
- Sanskrit: वज्रच्छेदिकाप्रज्ञापारमितासूत्र, Vajracchedikā Prajñāpāramitā Sūtra
- Kineski: Đingang Božepoluomiduo Đing 金剛般若波羅蜜多經; skraćeno za Đingang Đing 金剛經
- jap. , Kongo hanja haramita kjo, skraćeno za Kongo-kjo 金剛経
- korej. , geumgang banyabaramil gyeong, skraćeno za geumgang gyeong 금강경
- Mongolski: Yeke kölgen sudur[6]
- Vijetnamski Kim cương bát-nhã-ba-la-mật-đa kinh, skraćeno za
- Tibetanski འཕགས་པ་ཤེས་རབ་ཀྱི་ཕ་རོལ་ཏུ་ཕྱིན་པ་རྡོ་རྗེ་གཅོད་པ་ཞེས་བྱ་བ་ཐེག་པ་ཆེན་པོའི་མདོ།, Vajli:

## Istorija
Tačan datum nastanka Dijamantne sutre na sanskrtu je neizvestan, a izneti su argumenti za 2. i 5. vek. Prvi kineski prevod datira sa početka 5. veka, ali postoje indikacije da su do tog vremena monasi Asanga i Vasubanda tokom 4. ili 5. veka već napisali autoritativne komentare o njegovom sadržaju.
Vadžračedika sutra je bila uticajno delo u budističkoj mahajanskoj tradiciji. Rani prevodi na brojne jezike pronađeni su na lokacijama širom centralne i istočne Azije, što sugeriše da je tekst široko proučavan i prevođen. Pored prevoda na kineski, prevodi teksta i komentara napravljeni su na tibetanskom, a prevodi, obrade i parafraze preživeli su i na mnogim centralnoazijskim jezicima.
Smatra se da je prvi prevod Dijamantne sutre na kineski uradio 401. godine poštovani i plodni prevodilac Kumarađiva. Kumarađivin prevodilački stil je karakterističan, ima protočnu glatkoću koja odražava njegovo prioritetno prenošenje značenja nasuprot preciznom doslovnom iskazivanju. Kumarađivin prevod je bio posebno cenjen vekovima, i ta verzija se pojavljuje na Duenhuanškom svitku iz 868 godine. To je najšire korišćena i najpopularnija kineska verzija.
Pored prevoda Kumarađive, postoji i niz kasnijih prevoda. Dijamantnu sutru je ponovo preveo sa sanskrita na kineski jezik Bodiruci 509. godine, Paramarta 558. godine, Darmagupta (dva puta, 590. i 605~616), Sjuencang (dva puta, 648 i 660~663), i Jiđing 703. godine.
Kineski budistički monah Sjuencang je posetio manastir Mahasamgika-Lokotaravada u mestu Bamijan, u Avganistanu, u 7. veku. Koristeći Sjuencangove putne zapise, savremeni arheolozi identifikovali su mesto ovog manastira. Na lokalitetu su otkriveni fragmenti Birčbarkovog rukopisa iz nekoliko mahajanskih sutri, uključujući Vajracchedikā Prajñāpāramitā Sūtra (MS 2385), koji su sada deo Šojenove kolekcije. Ovaj rukopis je napisan na sanskrtskom jeziku, i predstavljen je u ukrašenom obliku Gupta pisma. Taj isti rukopis na sanskrtu takođe sadrži medicinsku budističku sutru (Bhaiṣajyaguruvaiḍūryaprabhārāja Sūtra).
Dijamantna sutra je podstakla razvoj kulture umetničkih dela, poštovanja sutri i pisanje rasprava u istočnoazijskom budizmu. Do kraja dinastije Tang (907) u Kini je napisalo se preko 80 komentara o njoj (samo 32 su sačuvana), poput radova uglednih kineskih budista kao što su Sengdžao, Sje Lingiun, Džiji, Đicang, Kuejđi i Cungmi. Kopiranje i recitacija Dijamantne sutre bila je široko ražirena molitvena praksa, a priče koje pripisuju čudesne moći tim delima beleže se u kineskim, japanskim, tibetanskim i mongolskim izvorima.
Jedan od najpoznatijih komentara je Ekegeza o Dijamantskoj sutri autora Huinenga, šestog patrijarha Čanove škole. Dijamantna sutra je prominentno istaknuta u Platformnoj sutri, religioznoj biografiji Huinenga, gde je slušanje njene recitacije trebalo da pokrene prosvetljujući uvid, što je podstaklo Huinenga da napusti svoj život kao drvoseča i postane budistički monah.

## Literatura
- Cole, Alan (2005). Text as Father: Paternal Seductions in Early Mahayana Buddhist Literature. Berkeley: U Cal Press. стр. 160—196... For a close reading of the text's rhetoric, see chapter 4, entitled "Be All You Can't Be, and Other Gainful Losses in the Diamond Sutra."
- William Gemmell, transl (1912). The Diamond Sutra. London: Trübner.
- Joyce Morgan and Conrad Walters (2011). Journeys on the Silk Road: a desert explorer, Buddha's secret library, and the unearthing of the world's oldest printed book. Picador Australia. ISBN 978-1-4050-4041-9.
- Agócs, Tamás (2000). The Diamondness of the Diamond Sutra. Acta Orientalia Academiae Scientiarum Hungaricae 53, (1/2), 65–77
- Thich Nhat Hanh (1992). The Diamond that Cuts Through Illusion: Commentaries on the Prajñaparamita Diamond Sutra. Berkeley: Parallax Press. ISBN 0-938077-51-1.
- Soeng, Mu (2000). The Diamond Sutra: Transforming the Way We Perceive the World. Boston: Wisdom Publications. ISBN 0-86171-160-2.
- Friedrich Max Müller, ed. (1894). The Sacred Books of the East, Volume XLIX: Buddhist Mahāyāna Texts. Oxford: Clarendon Press. ISBN 1-60206-381-8.
- Huaijin, Nan (2004). Diamond Sutra Explained. Florham Park, NJ: Primordia. ISBN 0-9716561-2-6.
- Red Pine (2001). The Diamond Sutra: The Perfection of Wisdom; Text and Commentaries Translated from Sanskrit and Chinese. Berkeley: Counterpoint. ISBN 1-58243-256-2.
- Frances Wood and Mark Barnard:. The Diamond Sutra: The Story of the World's Earliest Dated Printed Book. ISBN 978-0-7123-5090-7.. British Library, 2010
- Adshead, S. A. M. (2004), T'ang China: The Rise of the East in World History, New York: Palgrave Macmillan, ISBN 978-1-4039-3456-7 (hardback).
- Barrett, Timothy Hugh (2008), The Woman Who Discovered Printing, Great Britain: Yale University Press, ISBN 978-0-300-12728-7 (alk. paper)
- Benn, Charles (2002), China's Golden Age: Everyday Life in the Tang Dynasty, Oxford University Press, ISBN 978-0-19-517665-0
- Ebrey, Patricia Buckley; Walthall, Anne; Palais, James B. (2006), East Asia: A Cultural, Social, and Political History, Boston: Houghton Mifflin, ISBN 978-0-618-13384-0
- Ebrey, Patricia Buckley (1999), The Cambridge Illustrated History of China, Cambridge: Cambridge University Press, ISBN 978-0-521-66991-7 (paperback)
- Fairbank, John King; Goldman, Merle (2006), China: A New History (2nd enlarged изд.), Cambridge: MA; London: The Belknap Press of Harvard University Press, ISBN 978-0-674-01828-0 Непознати параметар |orig-date= игнорисан (помоћ)
- Graff, David A. (2002), Medieval Chinese Warfare, 300-900, Warfare and History, London: Routledge, ISBN 978-0415239554
- Guo, Qinghua (1998), „Yingzao Fashi: Twelfth-Century Chinese Building Manual”, Architectural History, 41: 1—13, JSTOR 1568644, doi:10.2307/1568644
- Hsu, Mei-ling (1993), „The Qin Maps: A Clue to Later Chinese Cartographic Development”, Imago Mundi, 45 (1): 90—100, doi:10.1080/03085699308592766